# Euspilotus rossi
Euspilotus rossi är en skalbaggsart som först beskrevs av Wenzel 1939.  Euspilotus rossi ingår i släktet Euspilotus och familjen stumpbaggar. Inga underarter finns listade i Catalogue of Life.